# Onthophagus oberthuri
Onthophagus oberthuri är en skalbaggsart som beskrevs av D'orbigny 1898. Onthophagus oberthuri ingår i släktet Onthophagus och familjen bladhorningar. Inga underarter finns listade i Catalogue of Life.